# 威兰粘体虫
威兰粘体虫（学名：Myxosoma vegrandis）为粘体科粘体虫属的动物。分布于俄罗斯以及湖南、黑龙江等，营寄生生活，寄生在脾（鲢）、鳃（刺鰟鮍）。